# العري في السباحة

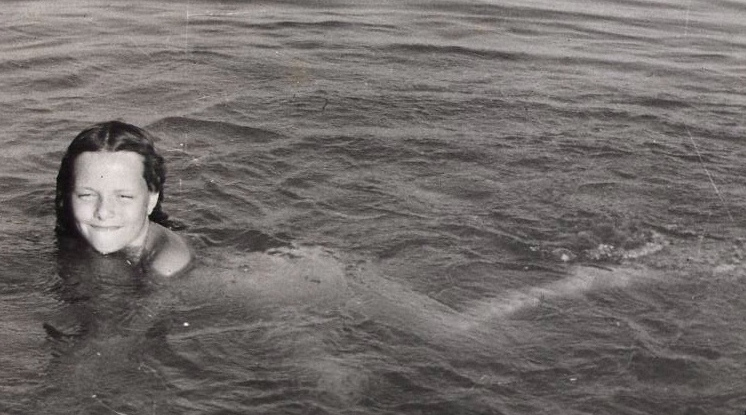
فتاة تسبح عارية في بحيرة عام 1942.

العري في السباحة يعني ممارسة السباحة بدون ملابس سواء في المسطحات المائية الطبيعية أو في حمامات السباحة. على الرغم من أنه يوصى باستخدام نوع ما من ملابس السباحة التي تغطي الأعضاء التناسلية على الأقل (باستثناء شاطئ عراة)، إلا أن معظم الدول الغربية ليس لديها تشريعات محددة في هذا الصدد، لذا فإن ممارستها تعتمد إلى حد كبير على ثقافة المجتمع.
في ألمانيا تعتبر ممارسة السباحة دون ملابس أكثر انتشارًا مما هو عليه في العديد من البلدان الأخرى. كشفت دراسة أجريت عام 2014 أن الألمان (28٪) هم الأكثر احتمالاً من بين جميع الدول التي شملها الاستطلاع للذهاب إلى شاطئ عراة أو ممارسة السابحة دون ملابس.